# Jussi de la meilleure actrice
Le Jussi de la meilleure actrice (finnois : Parhaan naispääosan Jussi) est l'un des prix Jussi décernés par Filmiaura ry. annuellement aux films finlandais

## Plusieurs fois lauréates
Quatre prix
- Emma Väänänen

Trois prix
- Outi Mäenpää
- Kati Outinen
- Eeva-Kaarina Volanen

Deux prix
- Eeva Eloranta
- Tea Ista
- Leea Klemola
- Krista Kosonen
- Liisamaija Laaksonen
- Elena Leeve
- Rauni Luoma
- Tuula Nyman

## Lauréates

### 1944–1998
| Année | Lauréate             | Film                                    |
| ----- | -------------------- | --------------------------------------- |
| 1944  | Ansa Ikonen          | Vaivaisukon morsian                     |
| 1945  | Lea Joutseno         | Dynamiittityttö                         |
| 1946  | Regina Linnanheimo   | Levoton veri, Rakkauden risti           |
| 1947  | Emma Väänänen        | Loviisa – Niskavuoren nuori emäntä      |
| 1948  | Eeva-Kaarina Volanen | Naiskohtaloita                          |
| 1949  | Eeva-Kaarina Volanen | Ruma Elsa                               |
| 1950  | Eeva-Kaarina Volanen | Katupeilin takana, Hallin Janne         |
| 1951  | Emma Väänänen        | Gabriel, tule takaisin                  |
| 1952  | Mirjami Kuosmanen    | Valkoinen peura                         |
| 1953  | Rauni Luoma          | Niskavuoren Heta                        |
| 1954  | Maija Karhi          | Kun on tunteet                          |
| 1955  | Rakel Laakso         | Opri                                    |
| 1956  | non décerné          | non décerné                             |
| 1957  | Emma Väänänen        | Elokuu                                  |
| 1958  | Emma Väänänen        | Niskavuoren naiset                      |
| 1959  | Tea Ista             | Mies tältä tähdeltä                     |
| 1960  | non décerné          | non décerné                             |
| 1961  | non décerné          | non décerné                             |
| 1962  | Sinikka Hannula      | Rakas...                                |
| 1963  | Ruth Snellman        | Ihana seikkailu                         |
| 1964  | non décerné          | non décerné                             |
| 1965  | non décerné          | non décerné                             |
| 1966  | Riitta Elstelä       | Onnelliset leikit                       |
| 1967  | Elli Castrén         | Rakkaus alkaa aamuyöstä                 |
| 1968  | Kristiina Halkola    | Lapualaismorsian                        |
| 1969  | Liisamaija Laaksonen | Mustaa valkoisella, Vain neljä kertaa   |
| 1970  | Ritva Vepsä          | Ruusujen aika, 69 – Sixtynine           |
| 1971  | Hillevi Lagerstam    | Takiaispallo                            |
| 1971  | Siiri Angerkoski     | Aliisa (téléfilm)                       |
| 1972  | Eeva-Maija Haukinen  | Kun taivas putoaa...                    |
| 1972  | Eila Pehkonen        | Se on sitten kevät                      |
| 1973  | Tea Ista             | Haluan rakastaa, Peter                  |
| 1974  | Tuula Nyman          | Yhden miehen sota                       |
| 1974  | Anja Pohjola         | Rautatie (téléfilm)                     |
| 1974  | Aino Lehtimäki       | Solveigin laulu (téléfilm)              |
| 1975  | non décerné          | non décerné                             |
| 1976  | Leena Uotila         | Rakastunut rampa                        |
| 1977  | Tuula Nyman          | Loma                                    |
| 1978  | Irma Seikkula        | Aika hyvä ihmiseksi                     |
| 1978  | Raili Veivo          | Aika hyvä ihmiseksi                     |
| 1978  | Nanny Westerlund     | Tuntematon ystävä                       |
| 1979  | Elina Salo           | Runoilija ja muusa                      |
| 1980  | non décerné          | non décerné                             |
| 1981  | Rea Mauranen         | Tulipää                                 |
| 1981  | Eeva Eloranta        | Yö meren rannalla                       |
| 1982  | non décerné          | non décerné                             |
| 1983  | non décerné          | non décerné                             |
| 1984  | Eeva Eloranta        | Palava enkeli, Zoja (téléfilm)          |
| 1985  | Rauni Luoma          | Niskavuori                              |
| 1986  | Soli Labbart         | Kunniallinen petkuttaja (téléfilm)      |
| 1987  | Pirjo Leppänen       | Elämän vonkamies                        |
| 1988  | Kaija Pakarinen      | Tilinteko                               |
| 1989  | Liisamaija Laaksonen | Ihmiselon ihanuus ja kurjuus            |
| 1990  | Pirkko Hämäläinen    | Paperitähti                             |
| 1991  | Kati Outinen         | Tulitikkutehtaan tyttö                  |
| 1992  | Irma Junnilainen     | Viiva vinita - tavallisen ihmisen museo |
| 1993  | Merja Larivaara      | Kaivo                                   |
| 1994  | Tiina Lymi           | Akvaariorakkaus                         |
| 1995  | non décerné          | non décerné                             |
| 1996  | Päivi Akonpelto      | Suolaista ja makeaa                     |
| 1997  | Kati Outinen         | Kauas pilvet karkaavat                  |
| 1998  | Leea Klemola         | Neitoperho                              |

### 1999–
| Année | Lauréate           | Film                     | Autres nominations                                                                       |
| ----- | ------------------ | ------------------------ | ---------------------------------------------------------------------------------------- |
| 1999  | Elena Leeve        | Tulennielijä             | - Heli Takala – Eros ja Psykhe - Päivi Akonpelto – Säädyllinen murhenäytelmä             |
| 2000  | Eeva Litmanen      | Rakkaudella, Maire       | - Vera Kiiskinen – Pikkusisar - Irina Björklund – Rukajärven tie                         |
| 2001  | Outi Mäenpää       | Lomalla                  | - Maria Järvenhelmi – Bad Luck Love - Tanjalotta Räikkä – Pelon maantiede                |
| 2002  | Irina Björklund    | Minä ja Morrison         | - Elena Leeve – Cyclomania - Maria Järvenhelmi – Rölli ja metsänhenki                    |
| 2003  | Kati Outinen       | Mies vailla menneisyyttä | - Liisa Kuoppamäki – Hengittämättä ja nauramatta - Minna Haapkylä – Kuutamolla           |
| 2004  | Sari Mällinen      | Eila                     | - Tiina Lymi – Nousukausi - Elsa Saisio – Pahat pojat                                    |
| 2005  | Outi Mäenpää       | Kukkia ja sidontaa       | - Tiina Lymi – Juoksuhaudantie - Minna Haapkylä – Lapsia ja aikuisia                     |
| 2006  | Maria Lundqvist    | Äideistä parhain         | - Katja Kukkola – Eläville ja kuolleille - Pamela Tola – Tyttö sinä olet tähti           |
| 2007  | Susanna Anteroinen | Valkoinen kaupunki       | - Liisa Kuoppamäki – Kalteva torni - Elina Knihtilä – Matti                              |
| 2008  | Outi Mäenpää       | Musta jää                | - Ria Kataja – Musta jää - Saija Lentonen – Sooloilua                                    |
| 2009  | Elena Leeve        | Putoavia enkeleitä       | - Minna Haapkylä – Erottamattomat - Tiina Lymi – Erottamattomat                          |
| 2010  | Minna Haapkylä     | Kuulustelu               | - Elina Knihtilä – Haarautuvan rakkauden talo - Kaarina Hazard – Postia pappi Jaakobille |
| 2011  | Katja Küttner      | Prinsessa                | - Anneli Sauli – Kohtaamisia - Auli Mantila – Taulukauppiaat                             |
| 2012  | Elina Knihtilä     | Hyvä poika               | - Jessica Grabowsky – Missä kuljimme kerran - Krista Kosonen – Syvälle salattu           |
| 2013  | Laura Birn         | Puhdistus                | - Pamela Tola – Härmä - Pamela Tola – Kaksi tarinaa rakkaudesta                          |
| 2014  | Leea Klemola       | Kerron sinulle kaiken    | - Jessica Grabowsky – 8-pallo - Armi Toivanen – 21 tapaa pilata avioliitto               |
| 2015  | Anu Sinisalo       | Ei kiitos                | - Heidi Herala – Eila, Rampe ja Likka - Anna Paavilainen – Kesäkaverit                   |
| 2016  | Krista Kosonen     | Kätilö                   | - Minna Haapkylä – Armi elää! - Misa Lommi – Toiset tytöt                                |
| 2017  | Linnea Skog        | Tyttö nimeltä Varpu      | - Mimosa Willamo – Bodom - Leena Uotila – Nuotin vierestä                                |
| 2018  | Krista Kosonen     | Miami                    | - Milka Ahlroth – Joulumaa - Sonja Kuittinen – Miami - Pihla Viitala – Kaiken se kestää  |
| 2019  | Oona Airola        | Oma maa                  | - Laura Birn – Tyhjiö - Iida-Maria Heinonen – Juice                                      |
| 2020  | Mimosa Willamo     | Aurora                   | - Jaana Saarinen – Äiti - Suvi-Tuuli Teerinkoski – Diva of Finland                       |
| 2021, | Alma Pöysti        | Tove                     | - Laura Birn – Viimeiset - Emmi Parviainen – Seurapeli                                   |
| 2022  | Seidi Haarla       | Hytti nro 6              | - Hannele Lauri – 70 on vain numero - Yasmin Warsame – Guled & Nasra                     |